# Hermeziu
Hermeziu – wieś w Rumunii, w okręgu Jassy, w gminie Trifești. W 2011 roku liczyła 999 mieszkańców.